# 166746 Marcpostman
166746 Marcpostman este un asteroid din centura principală de asteroizi.

## Descriere
166746 Marcpostman este un asteroid din centura principală de asteroizi. A fost descoperit pe 4 octombrie 2002 la Apache Point Observatory în cadrul programului Sloan Digital Sky Survey. Asteroidul prezintă o orbită caracterizată de o semiaxă mare de 2,98 ua, o excentricitate de 0,08 și o înclinație de 11,9° în raport cu ecliptica.